# جبل توصيلة
 جبل توصيلة (بالفارسية:  كوه توصيله) بالإنجليزية: Tawseelah Mountain ) ، (ارتفاعه متوسط) يقع في الجزء الشمالي من ناحية كوخرد، يحده شمالاً قمته المسمى بـ« چُک تُرُه » وتعني عظمة ابن آوى، وشرقاً وادي « دره ناخ» وجنوباً سدشمو الذي تحيط به هضاب صخرية منخفضة تشكل « جبل دراخي » ثم قرية كوخرد مركز البلدة.
الارتفاع الوسطي للجبل يتراوح بين 600إلى 700م وأعلى قمة تقع « قلعة توصيلة» و في شماله سلسلة جبال الناخ،. يعتبر جبل ناخ  امتداداً جغرافياً للسلاسل الجبال لمدينة بستك الشرقية.
يعتبر جبل توصيلة أحد أماكن التنزه والترفيه المحيطة بمدينة ناحية كوخرد ، بأطلالته الجميلة، وخصوصاً في فصل الشتاء. وتقع قرية كوخرد في المنحدر الجنوبي من الجبل.
وتكثر فيها قطعان الوعول والغزلان بالإضافة إلى الطيور بأنواعها المختلفة.
لذلك تعتبر ضيعة كوخرد منطقة جبلية بها هضاب وسهول تمثل أراضي زراعية خصبة صالحة للزراعة. ويزرع في بخش كوخرد جميع أنواع الخضروات والحمضيات والبقول.

## وصلات خارجية
- سد بست كز
- سهل أوه شیرینو
- استراحة روضه
- جبل زیر
- جبل دسك
- جبل خآب